# Marta Martiánova
Marta Martiánova –en ruso, Марта Мартьянова– (1 de diciembre de 1998) es una deportista rusa que compite en esgrima, especialista en la modalidad de florete.
Participó en los Juegos Olímpicos de Tokio 2020, obteniendo una medalla de oro en la prueba por equipos (junto con Inna Deriglazova, Larisa Korobeinikova y Adelina Zaguidulina). Ganó dos medallas de plata en el Campeonato Europeo de Esgrima, en los años 2017 y 2018, ambas en la prueba por equipos.

## Palmarés internacional
| Juegos Olímpicos   | Juegos Olímpicos  | Juegos Olímpicos | Juegos Olímpicos    |
| Año                | Lugar             | Medalla          | Prueba              |
| ------------------ | ----------------- | ---------------- | ------------------- |
| 2020               | Tokio (Japón)     | Medalla de oro   | Florete por equipos |
| Campeonato Europeo |                   |                  |                     |
| Año                | Lugar             | Medalla          | Prueba              |
| 2017               | Tiflis (Georgia)  | Medalla de plata | Florete por equipos |
| 2018               | Novi Sad (Serbia) | Medalla de plata | Florete por equipos |